# 理查德·布莱斯·古德曼
理查德·布莱斯·古德曼（英語：Richard Bryce Goodman），美国音频工程师。他因电影猎杀红色十月提名奥斯卡最佳音响效果奖。自1974年起，古德曼参与了超过70部电影的制作。

## 部分影视作品
- 猎杀红色十月 (1990)